# قندس كاليفورني
القُندس الكاليفورني هو نوع منقرض من القنادس الذي عاش في غرب أمريكا الشمالية من نهاية العصر الميوسيني إلى العصر البليستوسيني المبكر. كان هذا النوع مشابهًا للقندس الأمريكي لكنه أكبر قليلًا.